# Photonischer Kristall
Photonische Kristalle sind periodische optische Nanostrukturen, die die Bewegung von Photonen beeinflussen können. Photonische Kristalle sind in prinzipiell transparenten Festkörpern vorkommende oder geschaffene periodische Strukturen des Brechungsindex, die u. a. durch Beugung und Interferenz die Bewegung von Photonen (in der Regel sichtbares Licht oder Infrarot) beeinflussen. Photonische Kristalle sind nicht zwingend kristallin – ihr Name rührt von analogen Beugungs- und Reflexionseffekten von Röntgenstrahlung in Kristallen aufgrund ihrer Gitterkonstanten her.
Diese Strukturen können entweder in regelmäßigen Abständen eine Änderung der Brechungsrate oder eine periodische Anordnung von Luftlöchern in einem Feststoffmedium aufweisen. Aufgrund dieser periodischen Anordnung weisen sie eine photonische Bandlücke auf, in der Licht bestimmter Frequenzen nicht propagieren kann.
Die Strukturabmessungen sind gleich oder größer eines Viertels der zugehörigen Wellenlänge der Photonen, sie liegen also im Bereich von Bruchteilen eines Mikrometers bis mehrere Mikrometer.
Photonische Kristalle lassen sich von Interferenzschichten und Beugungsgittern dadurch abgrenzen, dass sie
- drei- oder auch eindimensional sein können,
- unter Umständen steuerbar sein können.

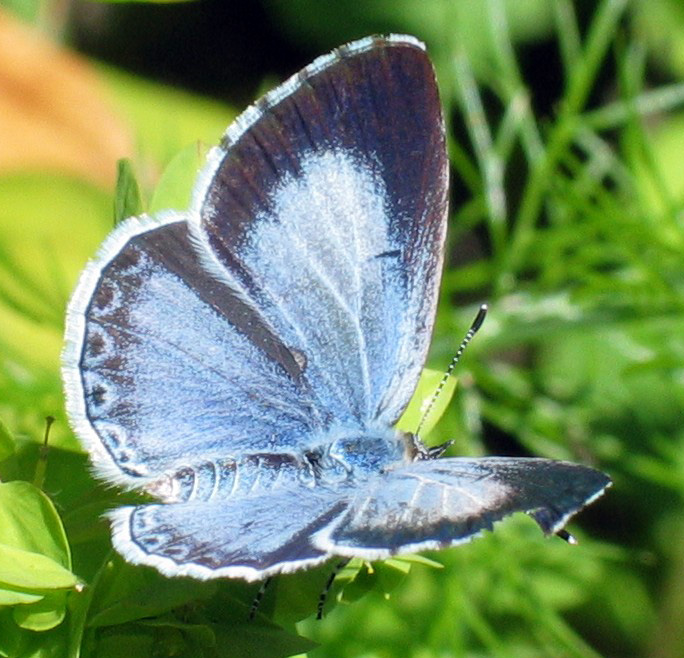
Die photonischen Kristalle bei einem Bläuling (hier ein Faulbaum-Bläuling)

Photonische Kristalle kommen auch in der Natur vor. So entstehen zum Beispiel die schillernden Farben auf Schmetterlingsflügeln durch periodische Strukturen, wie sie auch  bei photonischen Kristallen Verwendung finden.

## Aufbau

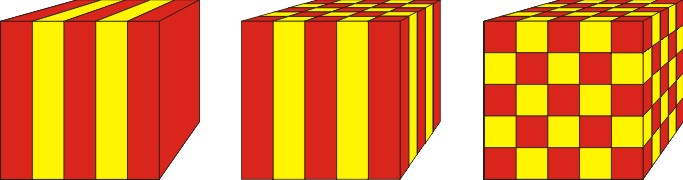
Comparison of 1D, 2D and 3D photonic crystal structures (from left to right, respectively)

Als photonischen Kristall bezeichnet man eine Anordnung mit räumlich periodischer Dielektrizität. Diese Variation der Dielektrizität wird durch Kombination von mindestens zwei Materialien unterschiedlicher Dielektrizität erreicht. Je nachdem in wie vielen Raumrichtungen diese Variation vorliegt, unterscheidet man zwischen 1, 2 und 3-dimensionalen photonischen Kristallen.
Photonische Kristalle bestehen aus strukturierten Halbleitern, Gläsern oder Polymeren und werden meist durch die aus der Mikroelektronik bekannten Verfahren hergestellt. Sie zwingen das Licht mittels ihrer spezifischen Struktur dazu, sich in der für die Bauteilfunktion notwendigen Art und Weise im Medium auszubreiten. Dadurch wird es nicht nur möglich, Licht auf Abmessungen, welche in der Größenordnung der Wellenlänge liegen, zu führen, sondern auch zu filtern und wellenlängenselektiv zu reflektieren.
Es handelt sich um periodische dielektrische Strukturen, deren Periodenlänge so eingestellt ist, dass sie die Ausbreitung von elektromagnetischen Wellen in ähnlicher Weise beeinflussen wie das periodische Potential in Halbleiterkristallen die Ausbreitung von Elektronen. Sie zeigen daher einzigartige optische Eigenschaften, wie beispielsweise Bragg-Reflexion von sichtbarem Licht.
Insbesondere entsteht analog zur Ausbildung der elektronischen Bandstruktur eine photonische Bandstruktur, die Bereiche verbotener Energie aufweisen kann, in denen sich elektromagnetische Wellen nicht innerhalb des Kristalls ausbreiten können (photonische Bandlücken, PBG = englisch: photonic band gap). Photonische Kristalle können also in gewisser Weise als das optische Analogon zu elektronischen Halbleitern, also als „optische Halbleiter“, angesehen werden.

## Funktionsweise
Ebenso wie Elektronen in Halbleitern durch eine Bandlücke am Durchgang gehindert werden, können Photonen in photonischen Kristallen durch eine photonische Bandlücke gehindert werden, sich durch das Medium zu bewegen. Die Lücke entsteht durch die periodische Struktur des Kristalls und verhindert, dass Photonen bestimmter Frequenzen sich durch den Kristall bewegen, wobei einige Frequenzen reflektiert, andere aber durchgelassen werden. Damit ist eine präzise Kontrolle der Ausbreitung des Lichtes möglich.

### Photonische Bandlücke
Durch die periodische Variation der Dielektrizitätskonstante und damit auch des Brechungsindexes im photonischen Kristall (es gilt für nichtmagnetische, nicht absorbierende Materialien 𝑛= 𝜀, mit n= Brechungsindex, 𝜀= relative Dielektrizitätskonstante) kommt es zur Ausbildung einer photonischen Bandlücke. Das bedeutet, dass gewisse Frequenzen der einfallenden Welle am Kristall total reflektiert werden. Bandlücken sind aber an eben diese Variation der Dielektrizitätskonstanten gebunden, das heißt sie existieren nur in jene Richtungen, in denen die Periodizität vorliegt.

## Herstellung
Für die Herstellung der Strukturen in photonischen Kristallen gibt es mehrere Techniken wie elektrochemisches Ätzen in verdünnter Flusssäure, lithografische Verfahren, selbstorganisierende Methoden und direktes Schreiben mit Elektronenstrahllithografie, wobei die gewünschten Anwendungen das Design bestimmen. Über Größe, Form und Periode der Strukturen innerhalb des Kristalls kann die Bandlücke und damit die spezifischen Frequenzen von Licht, die reflektiert oder übertragen werden, gesteuert werden.
So lässt sich die photonische Bandlücke leicht auf die gewünschte Wellenlänge abstimmen und eine wellenlängenselektive Filterung erreichen.

## Anwendung
Angewendet werden photonische Kristalle insbesondere in der optischen Telekommunikation. Man kann mit Hilfe von photonischen Kristallen beispielsweise Wellenleiter mit sehr kleinen Kurvenradien (im Mikrometerbereich) bei geringen Verlusten, effizientere Festkörperlaser, extrem schmalbandige optische Filter, Multiplexer und verschiedene andere neuartige optoelektronische Bauelemente realisieren. Seit längerem sind auch „photonische Kristall“-Fasern (kurz PCF, on englisch photonic-crystal fiber), kommerziell erhältlich.
Longitudinale Bragg-Gitter (Faser-Bragg-Gitter) können u. a. in DFB-Lasern angewendet werden.

## Vorkommen in der Natur
Photonische Kristalle, die in der Natur vorkommen, finden sich unter anderem in Opalen, Vogelfedern und Schmetterlingsflügeln.

## Forschungsgeschichte und Literatur
Photonische Kristalle wurden zuerst 1972 von Bykov beschrieben:
- V. P. Bykov: Spontaneous Emission in a Periodic Structure. In: Soviet Journal of Experimental and Theoretical Physics. Band 35, 1972, ISSN 0038-5646, S. 269–273 (PDF [abgerufen am 3. November 2013]).

und zum ersten Mal Ende der 1970er Jahre von R. Zengerle experimentell realisiert:
- Remigius Zengerle: Lichtausbreitung in ebenen periodischen Wellenleitern. Doktorarbeit, Universität Stuttgart, 1979.
- R. Zengerle: Light Propagation in Singly and Doubly Periodic Planar Waveguides. In: Journal of Modern Optics. Band 34, Nr. 12, 1987, S. 1589–1617, doi:10.1080/09500348714551531.

Ende der 1980er Jahre wurden sie unabhängig von Eli Yablonovitch und Sajeev John mit ihren optischen Eigenschaften theoretisch berechnet:
- Eli Yablonovitch: Inhibited Spontaneous Emission in Solid-State Physics and Electronics. In: Physical Review Letters. Band 58, Nr. 20, 18. Mai 1987, ISSN 0031-9007, S. 2059–2062, doi:10.1103/PhysRevLett.58.2059.
- Sajeev John: Strong localization of photons in certain disordered dielectric superlattices. In: Physical Review Letters. Band 58, Nr. 23, 8. Juni 1987, ISSN 0031-9007, S. 2486–2489, doi:10.1103/PhysRevLett.58.2486.

Seit dieser Zeit hat die Forschungsaktivität in diesem Bereich stetig zugenommen und photonische Kristalle sind zu einem aktiven Forschungsgebiet geworden, an dem weltweit viele Arbeitsgruppen an Universitäten und Forschungseinrichtungen arbeiten. Es geht dabei um die Schaffung von Lichtleitkabeln mit besonderen Eigenschaften (neue Wellenlängenbereiche, engere Biegeradien, Kombifasern für Faserlaser, Fasern mit geringer Dispersion usw.) und die Optronik.